# Adelta (geslacht)
Adelta is een geslacht van kreeftachtigen uit de klasse van de Ostracoda (mosselkreeftjes).

## Soort
- Adelta theta Kornicker, 1975